# Афініон
Афініо́н (р. н. невід. — 101 до н. е.) — ватажок повстання рабів у Сицилії 104—101 до н. е.
Афініон організував рабів у збройні загони і методами партизанської війни провадив боротьбу проти римлян у Західній Сицилії. Після смерті ватажка повстанців — Сальвія Трифона Афініон очолив повстанську армію всього острова і прийняв титул царя. За переказами, Афініон був убитий в поєдинку з римським консулом Манієм Аквілієм.